# Erich Klausnitzer
Erich Max Eduard Klausnitzer (* 16. Oktober 1902 in Freiberg; † 25. März 1993 in Bautzen) war ein deutscher Lehrer, Adalbert-Stifter-Forscher, Schriftsteller und Maler.
Klausnitzer, der 1949 Mitbegründer der Hilfsschule in Bautzen (heute Förderschule – Schule für Geistigbehinderte) war, wurde literarisch durch seine Gedichte (Geliebter Wald, 1992), Prosa (Die ungehörte Stimme 1994) und Sagen (Budissinische Sagen 1991/3. Auflage, Budissinische Sagen 2009) bekannt. Er stand in Korrespondenz mit Hermann Hesse.
Klausnitzer war seit dem 8. August 1929 mit Katharina Anneliese geb. Gaißert verheiratet. Die Eheschließung fand in Bautzen statt. Erich Klausnitzer starb am 25. März 1993 um 16:15 Uhr in seiner Wohnung in der Leibnizstraße 4 in Bautzen im Alter von 90 Jahren. Er war evangelischer Konfession.